# Cyriacus Wilche
Cyriacus Wilche oder Cyriakus Wilcke (* um 1620; † 26. April 1667 in Jena) war ein deutscher Komponist des Barock.
Cyriacus Wilche wirkte als Musiker bis 1662 am Hof von Weimar und ab 1662 in Jena. Pate eines seiner Kinder war Herzog Bernhard von Sachsen-Jena. Wilche ist heute vor allem wegen seiner Biber-ähnlichen Schlachtmusik Battaglia für 2 Violinen, 3 Violen und Basso Continuo (1659) bekannt, ein Werk, welches sich im Codex Rost befindet.
Wilche war möglicherweise der Großvater von Anna Magdalena Bach, der zweiten Frau Johann Sebastian Bachs.